# Agostino Celentano
Agostino Celentano (Bella, 14 aprile 1917 – Latina, 23 maggio 1956) è stato un aviatore italiano, asso della Regia Aeronautica durante la seconda guerra mondiale, conseguendo un totale di 7 vittorie aeree, 6 sui cieli di Malta e una in Nord Africa  e venendo decorato con due medaglie d'argento.

## Biografia
Nacque a Bella il 14 aprile 1917, figlio di Giuseppe e Rosa Masiello. Dopo essersi diplomato presso il Regio Istituto Magistrale "Salvatore Pizzi" di Capua, entrò nella Regia Aeronautica venendo ammesso al corso per allievi ufficiali piloti bandito dal Ministero dell'Aeronautica nel 1936.
Dopo essere stato assegnato alla Scuola di Pilotaggio di Puntisella, frequentò il primo periodo addestrativo a Pistoia dove, il 9 settembre 1937, acquisì il brevetto di pilota d'aeroplano su velivolo da addestramento Caproni Ca.100. Successivamente fu disposto il suo invio alla Scuola Caccia di Castiglione del Lago per l'ulteriore formazione in questa specialità. Il 25 ottobre dello stesso anno divenne primo aviere e il 30 marzo 1938 fu nominato pilota militare sul Fiat C.R.1 Asso alla Scuola Caccia di Foligno.

### I primi voli
Promosso sottotenente di complemento, il 15 aprile  fu destinato al 2º Gruppo del 6º Stormo Caccia Terrestre di base sull'aeroporto "Giannetto Vassura" di Rimini e, giunto al reparto il 22 dello stesso mese, venne assegnato alla 152ª Squadriglia comandata dal capitano Pietro Serini. In questo periodo, oltre alla normale attività addestrativa venne anche incaricato dell'insegnamento di "Cultura e Pratica Militare" agli allievi sergenti di governo che frequentavano, nel secondo semestre del 1938, il 2º Corso Straordinario alla Scuola Specialisti di Orvieto. Terminato questo compito, tornò a Castiglione del Lago per perfezionare l'addestramento come pilota da caccia e conseguire. il 20 giugno 1939, l'abilitazione al Fiat C.R.32. Il 25 luglio venne assegnato alla 150ª Squadriglia, sempre del 2º Gruppo, all'epoca al comando del capitano Tullio De Prato.

### La seconda guerra mondiale
Lo scoppio del secondo conflitto mondiale lo vide ancora in servizio nel medesimo reparto, equipaggiato con i Fiat G.50 Freccia, con cui affrontò le prime missioni sull'Italia meridionale e un ciclo operativo in Africa Settentrionale Italiana, tra la fine del 1940 e l'agosto del 1941. Il 2º Gruppo, comandato dal maggiore Giuseppe Baylon, venne inviato d'urgenza in Libia verso la fine di dicembre del 1940 per contribuire ad arginare la controffensiva inglese allora in atto, ma i velivoli privi di filtri antisabbia divennero ben presto inefficienti e il reparto dovette arretrare, alla fine di gennaio, a Tripoli-Castel Benito per riequipaggiarsi. Ricevuti altri G.50 idonei alla situazione africana, il 2º Gruppo ritornò in azione.

#### Le prime vittorie aeree
Nei cieli libici ricevette il "battesimo del fuoco" quando il 16 giugno 1941 nel corso di uno scontro con caccia inglesi avvenuto durante una scorta a degli Junkers Ju 87 della 239ª Squadriglia Bombardamento a Tuffo e del 1/StG I gli venne attribuita, in collaborazione con altri piloti, la distruzione di un Hawker Hurricane. Il giorno successivo il risultato del combattimento fu ancora più soddisfacente, ed egli rivendicò l'abbattimento individuale di un altro Hurricane durante la scorta diretta a 24 Ju 87 in missione di bombardamento su mezzi meccanizzati a sud del passo di Halfaya. Nel corso di questa azione, condotta a partire dal campo trampolino Z.1 (vicino ad Ain el Gazala), affrontò, insieme ai propri commilitoni, un nutrito numero di caccia inglesi che tentavano di attaccare i bombardieri dell'Asse. Gli aerei italiani si scontrarono con gli Hurricane dei No.33, 73, 229 e 274 Squadron e tre vennero dichiarati abbattuti da lui (che sparò 600 proiettili da 12,7 mm), dal maresciallo Olindo Simionato (anch'egli della 150ª Squadriglia) e dal sergente maggiore Antonio Patriarca della 358ª Squadriglia. I piloti inglesi subirono poi, nei pressi di Gambut, l'attacco dei Messerschmitt Bf 109 della 3./JG 27 (in scorta indiretta alla formazione), che rivendicarono la distruzione di quattro velivoli avversari. In realtà, durante questo lungo combattimento, gli inglesi persero cinque Hurricane pilotati dal Flying Officer (tenente) Eric J. Woods (No.33 Squadron), dai Pilot Officers (sottotenenti) Herbert G. Reynolds (abbattuto dalla contraerea, del No.73 Squadron), Robert Grasset e Terrence L. W. E. Officer (entrambi del No.274 Squadron) e dal sergente Gordon K. Wooller (No.229 Squadron). I piloti inglesi rivendicarono in quell'occasione l'abbattimento di tre G.50 e di un Bf.109, ma tutti caccia rientrarono regolarmente alle proprie basi: l'unico aereo perso, a fronte di quattro Ju 87 ritenuti abbattuti dai piloti degli Hurricane, fu uno Ju 87 Stuka della 6/StG 2 pilotato dal tenente Franz Lauberger con a bordo il sergente Thomas Mantsch.
Dal 28 luglio al 6 agosto, dopo il logorante ciclo operativo africano, il personale del 2º Gruppo rientrò in patria con alcuni voli dei SAS (Servizi Aerei Speciali) da Castel Benito a Catania. Il 9 agosto tutto il personale si radunò sull'aeroporto "G. Novelli" di Ravenna e venne inviato in licenza premio fino al 10 settembre. Agli uomini di Baylon (nel frattempo promosso tenente colonnello) venne quindi data la notizia, che il reparto sarebbe stato il primo a ricevere i nuovi Reggiane Re.2001. Cinque giorni dopo, la 150ª Squadriglia di De Prato fu inviata alle Officine Reggiane per effettuare il necessario addestramento. Il suo primo volo a bordo del velivolo avvenne il 17 settembre nei cieli di Reggio Emilia. Dopo l'armistizio dell'8 settembre 1943 aderì al proclama del tenente colonnello Ernesto Botto ed entrò in servizio nell'Aeronautica Nazionale Repubblicana. Alla fine del conflitto era decorato di due medaglie d'argento al valor militare.
Il 23 maggio 1956 morì a causa delle ferite riportate in seguito ad un grave incidente automobilistico verificatosi in servizio.
Il comune di Bella gli ha intitolato una via.